# Manor Township (comtat d'Armstrong)
Manor és un township al comtat d'Armstrong (Pennsilvània, Estats Units) amb 4.190 habitants al cens del 2020 , una reducció respecte als 4.227 del 2010.

## Geografia
Manor Township és al centre del comtat d'Armstrong. Limita a l'oest amb l'Allegheny i amb els boroughs de Ford Cliff, Ford City i Manorville. El boroughs de Kittanning limita amb el curt extrem nord-oest del township. Crooked Creek forma la frontera sud del township, i Cowanshannock Creek serpenteja per una petita secció nord-est del township. Ross Island és dins dels límits del township al riu Allegheny.
Segons l'Oficina del Cens el township té una superfície de 17.1 milles quadrades (44.4 km2) de les quals 16.6 milles quadrades (43.0 km2) son terra ferma i 0.54 milles quadrades (1.4 km2), un 3,23%, son cobertes per les aigües.

## Demografia
En el cens del 2000 al township hi havia 4.231 persones, 1.752 llars i 1.254 famílies. Tenia una densitat de població de 254.7 habitants per milla quadrada (98.3/km2). Hi havia 1.879 habitatges amb una densitat mitjana de 113.1 per milles quadrades (43.7/km2). El perfil racial del township era d'un 98,49% de blancs, un 0,61% d'afroamericans, un 0,12% de nadius americans, un 0,09% d'asiàtics, un 0,02% d'illencs del Pacífic, un 0,09% d'altres races i un 0,57% de dues o més races. Els hispans o llatins de qualsevol raça eren el 0,38% de la població.
Hi havia 1.752 llars, en el 27,5% de les quals hi havia menors de 18 anys, el 60,6% eren parelles casades vivint plegades, el 7,4% tenien una dona cap de família sense marit present i el 28,4% no eren famílies. El 25,2% de les llars eren ocupades per una sola persona, i el 13,8% era una persona de tenia 65 anys o més. La mida mitjana de les llars era de 2,40 i la mida mitjana de les famílies era de 2,87.
L'edat mediana al township, de 43 anys, era significativament superior a la mitjana del comtat, de 40 anys. La distribució per grups etaris era d'un 21,7% de menors de 18 anys, un 5,8% de 18 a 24 anys, un 26,0% de 25 a 44 anys, un 25,6% de 45 a 64 anys i un 20,9% de majors de 65 anys. Per cada 100 dones hi havia 94,4 homes; i per cada 100 dones de 18 anys o més, hi havia 93,2 homes.
La renda mediana per llar al township era de 34.452 dòlars, i la renda mediana familiar era de 43.603 dòlars. Els homes tenien una renda mediana de 31.491 dòlars enfront dels 22.668 dòlars de la de les dones. La renda per capita del township era de 18.789 dòlars. Un 6,0% de les famílies i el 7,3% de la població estaven per sota del llindar de pobresa, entre aquests el 10,5% dels menors de 18 anys i el 4,6% dels majors de 65 anys.

## Història
El township de Manor apareix a l’Atlas of Armstrong County Pennsylvania, de 1876. La seva història primerenca es detalla a History of Armstrong County de Robert Walter Smith de 1883.

## Cementiris
- Cementiri de l'església presbiteriana d'Appleby Manor[11]
- Black / Herman Church Cemetery[12]
- Cementiri de Ford City[13]
- Cementiri Holy Trinity[14]
- Cementiri Oakland[15]
- Cementiri Saint Marys[16]
- Cementiri catòlic ucraïnès / ucraïnès de Saint Marys[17]